# Tyler Kyte
Tyler Kyte, né Jonathan Tyler Kyte le 24 juillet 1984 à Lindsay en Ontario est un acteur et musicien canadien. 
Il réside actuellement à Toronto. Tyler a commencé sa carrière professionnelle lorsqu'il était enfant. 
À l'âge de 10 ans, il a obtenu le rôle du jeune Tommy dans la comédie musicale culte Tommy à l'Elgin Theater de Toronto.
Durant son temps libre, Tyler se consacre à des œuvres caritatives.
Compositeur et musicien accompli, Tyler est passionné par sa musique et travaille actuellement sur son premier album. Il joue également dans un groupe de rock/folk, The Sweet Things, aux côtés de Nick Rose (Mason Fox dans la série "Ma vie de star").

## Filmographie

### Séries télévisées
- 2005 - 2008 : Ma vie de star : Spiederman
- 2006 : The Morgan Waters Show : Tyler the Bear
- 2004 : Darcy's Wild Life : Tyler
- 2004 : Missing : Disparus sans laisser de trace (1-800-Missing) : Jarret Seabrooke
- 2001 : Exhibit A : Secrets of Forensic Science : Kyle Morrison
- 1999 : Fais-moi peur ! (Are You Afraid of the Dark?) : Allan
- 1998 : Real Kids, Real Adventures : Alex
- 1997 : Un tandem de choc (Due South) : Young Stan
- 1997 : Chair de poule : Matt Amsterdam

### Films
- 2006 : By Charlie Walker : Charlie Walker
- 2004 : White Out : Craig
- 2002 : Interstate 60 : Philip

### Émissions TV
- 1997 : The Defenders : Payback : Hockey Kid
- 1998 - 2001 : Super Mecanix (Popular Mechanics for Kids) : lui-même
- 2004 :  Prom Queen (Prom Queen: The Marc Hall Story)  de John L'Ecuyer  : Murray
- 2003 : Un étrange enlèvement (The Elizabeth Smart Story) : Charles Smart
- 2002 : Gilda Radner : It's Always Something : Camp Cunsellor

## Discographie
- Titre de l'album : Lets Talk
  - Sortie : Ete 2008
  - Single : What You Need
  - Label : The Orange Record